# 二丙维林
二丙维林是一种含氮有机化合物，化学式C26H35NO4，通常以盐酸盐形式存在，能用作鈣通道阻滯劑。